# Nafada
Nafada é uma área de governo local de Gombe, Nigéria. Sua sede está na cidade de Nafada no leste da área 11° 05′ 44″ N, 11° 19′ 58″ L, no `rio Gongola que atravessa a área.
Possui uma área de 1.787 km ² e uma população de 193,995 no censo de 2006.
O código postal da área é 762.
A linha para nordeste, de equivalente latitude e longitude passa através da LGA.